# 內尼港
內尼港（英語：Neny Fjord）是南極洲的海港，位於葛拉漢地西岸，處於紅岩嶺和羅馬四岬之間，長10英里、寬5英里，該山峰在1909年由讓-巴蒂斯特·夏古率領的法國探險隊發現。

## 外部連結
- A Holocene Paleoclimatic history from Neny Fjord, Antarctic Peninsula （页面存档备份，存于） at Harvard.edu
- Neny, Seno at Australian Antarctic Data Centre

68°16′S 66°50′W / 68.267°S 66.833°W